# HMS Cromer (J128)
Le HMS Cromer (pennant number J128)  est un dragueur de mines de la Classe Bangor lancé pour la Royal Navy (RN) et qui a servi pendant la Seconde Guerre mondiale.

## Conception
Le Cromer est commandé dans le cadre du programme de la classe Bangor de 1939-40 le 9 septembre 1939 pour le chantier naval de Lobnitz & Company à Renfrew en Écosse. La pose de la quille est effectuée le 16 mai 1940, le Cromer est lancé le 7 octobre 1940 et mis en service le 4 avril 1941.
La classe Bangor doit initialement être un modèle réduit de dragueur de mines de la classe Halcyon au service de la Royal Navy,. La propulsion de ces navires est assurée par 3 types de motorisation: moteur diesel, moteur à vapeur à pistons double ou triple expansions et turbine à vapeur. Cependant, en raison de la difficulté à se procurer des moteurs diesel, la version diesel a été réalisée en petit nombre.
Les dragueurs de mines de classe Bangor version anglaise à moteur alternatif à vapeur déplacent 684 tonnes en charge normale. Afin de pouvoir loger les chaufferies, ce navire possède des dimensions plus grandes que les premières versions à moteur diesel avec une longueur totale de 58 mètres LHT ou LOA, une largeur de 8,69 mètres et un tirant d'eau de 3,2 mètres. Ce navire est propulsé par 2 moteurs alternatifs verticaux à triple expansions alimentés par 2 chaudières à tubes d'eau à 3 tambours Admiralty et entraînant deux arbres d'hélices. Les moteurs développent une puissance de 2 400 chevaux-vapeur (1 790 kW) et atteignent une vitesse maximale de 16 nœuds (30 km/h). Le dragueur de mines peut transporter un maximum de 163 tonnes de fioul qui lui donne un rayon d'action de 2 800 milles nautiques (5 200 kilomètres) à 10 nœuds (19 km/h).
Leur manque de taille donne aux navires de cette classe de faibles capacités de manœuvre en mer, qui seraient même pires que celles des corvettes de la classe Flower. Les versions à moteur diesel sont considérées comme ayant de moins bonnes caractéristiques de maniabilité que les variantes à moteur alternatif à faible vitesse. Leur faible tirant d'eau les rend instables et leurs coques courtes ont tendance à enfourner la proue lorsqu'ils sont utilisés en mer de face.
Les navires de la classe Bangor sont également considérés comme exiguës pour les membres d'équipage, entassant plus de 60 officiers et matelots dans un navire initialement prévu pour un total de 40 hommes.
Les Bangors équipés de moteur à vapeur à pistons double ou triple expansions sont armés d'un canon anti-aérien QF de 12 livres (7,62 cm) et d'un canon AA QF de 2 livres (4 cm) ou d'un quadruple affût pour la mitrailleuse Vickers .50. Sur certains navires, le canon de 2 livres est remplacé par un canon AA Oerlikon de 20 mm simple ou double, tandis que la plupart des navires sont équipés de quatre affûts Oerlikon simples supplémentaires au cours de la guerre. Pour les missions d'escortes, leur équipement de dragage de mines peuvent être échangé contre une quarantaine de grenades sous-marines.

## Histoire

### Seconde Guerre mondiale
Le 9 novembre 1942, le Cromer quitte Alexandrie avec deux autres unités de la 14e flottille de dragage de mines le HMS Cromarty (J09) et le HMS Boston (J14), afin de dégager la route pour un convoi côtier se dirigeant vers Bardia.
À la position géographique 31° 27′ N, 27° 16′ E, à 46 milles nautiques à l'Ouest de Marsa Matruh en Égypte, le Cromer fait exploser une mine magnétique du barrage italien "MM", posé dans la zone le 7 août 1942 par les destroyers italiens Antonio Pigafetta et Giovanni da Verazzano.

### Participation auxconvois
Le Cromer a navigué avec les convois suivants au cours de sa carrière:
1. Convoi CM 32
2. Convoi ST 18

### Commandement
- Lieutenant Commander  (Lt.Cdr.) Arthur Edward Coles (RNR) du 10 mars 1941 au 1er juillet 1941
- Commander (Cdr.) (en retraite) Robert Henry Vivian Sivewright (RN) du 1er juillet 1941 au 26 août 1941
- Lieutenant Commander (Lt.Cdr.) Frank Ythel Bethell (RN) du 26 août 1941 au 24 octobre 1941
- Commander (Cdr.) Robert Hearfield Stephenson (RN) du 24 octobre 1941 au 9 novembre 1942

Notes:
RN: Royal Navy
RNR: Royal Naval Reserve